# Siula Grande
Siula Grande es una montaña de la Cordillera Huayhuash, en los Andes del Perú, en el límite de los departamentos de Lima y Huánuco. Posee una altura de 6.345 m s. n. m. y un pico secundario llamado Siula Chico de 6260 m de altura.

## Historia
La montaña se hizo famosa por el libro Touching the Void del montañista Joe Simpson, que narra el ascenso y el azaroso descenso de la montaña que protagonizó junto con Simon Yates en 1985. En el 2003 se realizó una película con el mismo título basada en el libro. Si bien Simpson y Yates subieron por la cara oeste, siendo los primeros en ascender a la cima por dicha ruta, para su descenso eligieron la cresta norte (esta ruta fue utilizada por primera vez en 1936 por un equipo alemán), el descenso fue sumamente difícil en parte a causa del clima inclemente. Todos los montañistas después de ellos han evitado la cresta y han descendido mediante rápel la cara oeste. Hasta el 2002 la cara sur todavía no había sido vencida.

## Siula Chicó
El Siula Chicó es un pico secundario del Siula Grande de unos 6260 m de altura, separado de éste por un paso de montaña (coll) a unos 6000 m de altura. Los montañistas consideran que la ruta más fácil hacia su cumbre es a través de la cumbre del Siula Grande, y, de hecho, es por dicho camino por donde fue conquistado por la expedición de Manfred Sturm en 1966. En mayo del 2007, los alpinistas españoles Jordi Corominas y Oriol Baró realizaron el primer ascenso del Chico por la cara oeste, en lo que fue la segunda ascensión a la montaña.